# Lore Bruggeman
Lore Bruggeman (Deerlijk, 30 april 2002) is een Belgische skateboardster.

## Levensloop
Bruggeman startte in 2016 met skateboarden en is actief in de discipline Street. In deze discipline werd ze in september 2018 voor de eerste maal Belgisch kampioene. Een tweede landstitel volgde in 2019. Daarnaast behaalde ze in 2018 brons op het Europees kampioenschap in Bazel en in 2019 zilver op het EK in Nizjni Novgorod.
In 2021 werd ze 15e in de halve finale van het WK streetskateboarden te Rome, waarmee ze als 3e Europese eindigde en zich plaatste voor de Olympische Zomerspelen te Tokio.